# Matthew Moreton (1er baron Ducie)
Matthew Ducie Moreton, 1er baron Ducie (1663-1735) de Moreton, dans le Staffordshire, et Tortworth, dans le Gloucestershire, est un officier de l'armée britannique et un homme politique qui siège à la Chambre des communes entre 1708 et 1720 quand il est élevé à la pairie en tant que baron Ducie.

## Biographie
Il est baptisé le 17 mars 1663, fils aîné d'Edward Moreton de Moreton et d'Engleton, Staffordshire, et de son épouse Elizabeth Ducie, fille de Robert Ducie de Little Aston, Staffordshire. Sa mère est l'héritière de son oncle William Ducie, 1er vicomte Downe de Tortworth, décédé en 1679 . Il est admis au Queens College de Cambridge en 1681 et obtient la maîtrise en 1682.
Il rejoint l'armée et est un cornet de la troupe de cheval indépendante de Lord Grey en 1685 au moment de la rébellion de Monmouth. Elle est dissoute après la bataille de Sedgemoor. En 1687, il passe au 3e Dragoon Guards et sert en Flandre sous le règne de Guillaume III. Son père est décédé en 1687 et il lui succède. Il est capitaine en septembre 1689 et major en 1690. Il épouse Arabella Prestwick (décédée en 1750), fille de Sir Thomas Prestwick, deuxième baronnet de Hulme, dans le Lancashire, le 11 janvier 1690. Il devient lieutenant-colonel en 1694 et démissionne de sa commission entre 1697 et 1702, après la fin de la guerre en Flandre. Il est successivement haut shérif de Staffordshire de 1704 à 1705 et haut shérif de Gloucestershire de 1705 à 1706 .

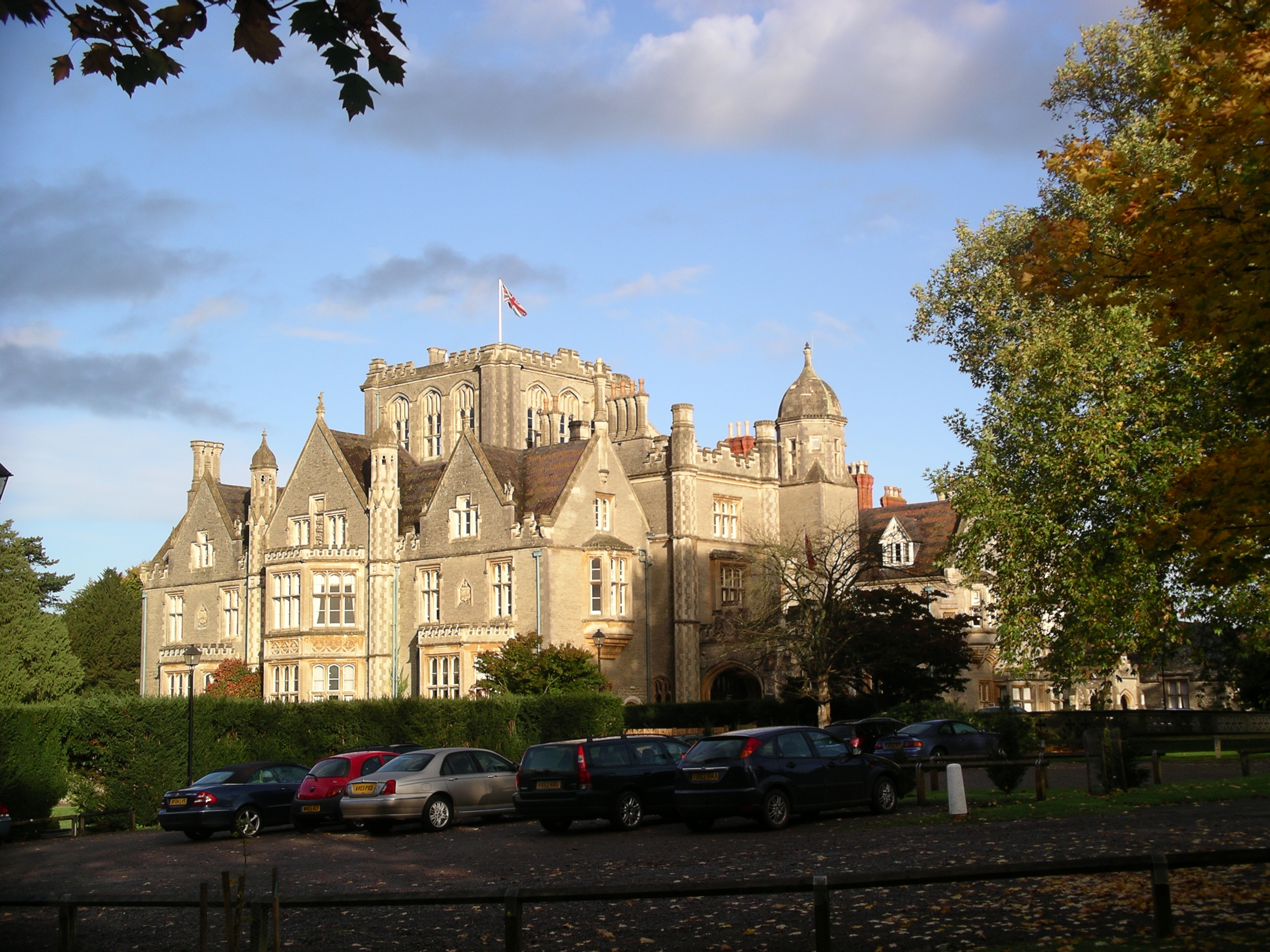
Tortworth Court est entré dans la famille de Lord Ducie

Aux élections générales de 1708, il est élu député du Gloucestershire. Il est actif au Parlement et soutient les Whigs. La campagne électorale à Gloucestershire en 1710 est dure, mais Moreton est réélu député alors qu'il a exprimé des points de vue opposés sur l'Église d'Angleterre. Il est battu de peu à Gloucestershire aux élections générales de 1713. Il retrouve son siège dans le Gloucestershire en 1715. En 1717, il est nommé vice-trésorier pour l'Irlande et membre du conseil privé irlandais. En 1720, il est démis de ses fonctions lucratives pour laisser la place à quelqu'un d'autre et créé baron Ducie le 9 juin 1720 à titre de compensation. Par conséquent, il doit quitter son siège à la Chambre des communes .
Lord Ducie décède le 2 mai 1735 et est enterré à Tortworth à l'âge de 76 ans. Lui et sa femme ont trois fils et quatre filles. Son fils Matthew lui succède . Une fille, Elizabeth, épouse Francis Reynolds dont sont issus les barons Ducie de la deuxième création.